# Dekkleed

Onderdelen van een wapen:
(1) Schild
(2) Helm
(3) Dekkleden
(4) Wrong
(5) Helmteken

In de heraldiek is een dekkleed, ook wel helmkleed genoemd, een op de helm vastgemaakt stuk stof. Het is gebruikelijk om de twee zijden van het dekkleed de voornaamste kleuren van het wapenschild te geven.
Op afbeeldingen van helmen van vlak vóór de kruistochten zijn nog geen helmkleden te bekennen. Mogelijk zijn zij een reactie geweest op de felle zon die het dragen van een helm erg oncomfortabel moet hebben gemaakt. Het helmkleed past qua vorm ook beter bij de pothelmen van de Tweede Kruistocht dan bij de puntige helmen van een eerdere generatie ridders.
Toen de ridders zich in toernooien en gevechten steeds fraaier gingen uitdossen, werd ook het helmkleed steeds prominenter; het werd groter, kreeg franje, werd in een wrong om de helm gedrapeerd en van soms wel een meter lange uitsteeksels voorzien.
In getekende wapens werd het helmkleed met de ornamenten van het wapen versierd. Bekend zijn de tekeningen van helmkleden van Albrecht Dürer.
Dürer kon zijn laatgotische lust om te versieren en met ingewikkelde vormen te spelen op helmkleden botvieren. De zeer ingewikkeld geplooide en gewrongen stoffen behoren tot de hoogtepunten van de heraldische en de houtsnijkunst.
In de 20e eeuw verwierpen de heraldische tekenaars de "decadente" stijl van de renaissance en 19e-eeuwse vorstenhoven. De wapens moesten weer herkenbaar zijn en zo veel mogelijk op die van de bloeitijd van de heraldiek, de dertiende eeuw, lijken. Ook de plooien van het dekkleed werden nu weer eenvoudig en herkenbaar getekend.

## Ontwikkeling van het dekkleed

13e-eeuws wapen
14e-eeuws wapen
14e-eeuws wapen
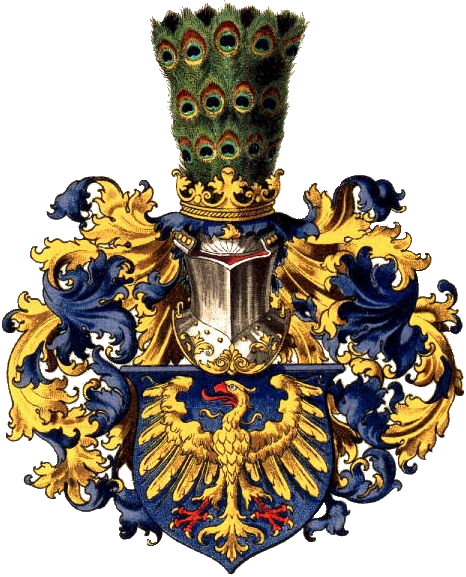
20e-eeuws wapen

adelaar · Agnus Dei · alliantiewapen · andreaskruis · ankerkruis · armoriaal · baldakijn · barensteel · bezant · Bourgondisch kruis · brisure · cartouche · centaur · cordelière · dekkleed · dorpsvlag · dorpswapen· drieberg · dubbelkoppige adelaar · dwarsbalk · fleur de lis · fleuron · Friese adelaar · gaande leeuw · gecarteleerd · Gelderse leeuw · gepaald · gravenkroon · groot wapen · griffioen · hartschild · helmkroon · helmteken · heraldische kleur · herautstuk · hermelijn · hoed · Hollandse tuin · huismerk · Jeruzalemkruis · karbonkel · keizerskroon · keper · koek · kromstaf · kroon · krukkenkruis · kwartier · kwartileren · kwartierzoom · leeuw · markiezenkroon · merlet · molenijzer · motto · muurkroon · nassaublauw · natuurlijke kleur · Nederlandse leeuw · Nederlandse Maagd · ombrellino · ordeketen · palen · pentagram · pijlenbundel · raadselwapen · raaf · respectant · riddertoernooi · rijksbanier · rijkskleuren · rijksstandaard · rijkswapen · roos · Rudolfinische keizerskroon · Saksenros · Saladins Adelaar · scharlakenrood · schildhoofd · schildhouder · schildvoet · schildzoom · schoof · schuinbalk · schuinstreep sinister · sinister · sleutels van Petrus · socialistische heraldiek · sprekend wapen · stadskleuren · standaard · stedenmaagd · ster · tinctuur · vair · vermeerdering · vlag · vorstenhoed · vrijheidshoed · vrijkwartier · vrouwenwapen · wapen · wapenbelasting · Wapenboek Beyeren · Wapenboek Gelre · wapenbord · wapendiploma · wapendier · wapenkast · wapenkoning · wapenmantel · wapenrecht · wapenrol · wapenstier · wapentent · wassende en afnemende maan · Waterlandse zwaan · Westfriese boomwapens · wildeman · wolfsangel · wrong